# Полонская, Ирина Михайловна
Ирина Михайловна Полонская (11 декабря 1922, Киев, УССР, РСФСР — 17 марта 1996, Москва, СССР) — советский и российский библиограф, исследователь и книговед.

## Биография
Родилась 11 декабря 1922 года в Киеве, через некоторое время после рождения переехала в Москву, и после окончания средней школы, в 1943 году поступила в МГБИ, который она окончила в 1948 году. В 1949 году была принята на работу в ГБЛ в отдел редких книг, где она являлась научной сотрудницей и проработала вплоть до своей смерти, при этом с 1970 по 1974 год она заведовала отделом. Составила ряд библиографических пособий.
Скончалась 17 марта 1996 года в Москве.

## Научные работы
Основные научные работы посвящены описанию книжных собраний XVIII века, а также издательской деятельности просветителей того времени. Автор ряда научных работ.